# جزيرة الزهور
جزيرة الزهور هي جزيرة صغيرة تقع في نهر النيل أمام مدينة سوهاج وهي معلم سياحي وترفيهي من معالم محافظة سوهاج. يقابل الجزيرة من الجهة الشرقية متحف سوهاج الاثري وتضم جزيرة الزهور نحو 23 شاليه وحمام سباحة وملاعب أطفال ومطعم وصالة للأفراح وهي تعتبر من الأماكن الجميلة المحببة في الإقامة.

## وصلات خارجية
- الموقع الرسمي لمحافظة سوهاج